# Större nandu
Större nandu (Rhea americana) är en sydamerikansk fågel i familjen nanduer. Den är inte bara den största av arterna i släktet Rhea utan även den tyngsta nu levande fågeln i Amerika. Den har en medelvikt på 30 kilo men kan väga upp till 50 kilo och mäta 1,5 meter. På senare år har arten etablerat sig i norra Tyskland sedan en mindre grupp flytt ur en inhägnad.

## Utbredning och systematik
Nanduerna är endemiska för Sydamerika och familjen omfattar bara ytterligare en art, nämligen mindre nandu. Fossil från eocen, cirka 40 miljoner år gamla, indikerar att de är bland de äldsta fåglarna på kontinenten. Den större nandun är mindre specialiserad vad gäller sitt habitat än mindre nandu och förekommer från Argentina till nordöstra Brasilien. Under 2000-talet har arten även etablerats i norra Tyskland (se rubriken "Större nandu och människan").
Större nandu delas upp i fem underarter med följande utbredning:
- R. a. araneipes (Brodkorb, 1938) – förekommer i västra Brasilien (södra Rondônia och Mato Grosso), östra Bolivia och västra Paraguay (Gran Chaco)
- R. a. americana – förekommer i centrala och nordöstra Brasilien (till Rio Grande do Norte) till södra Brasilien (söderut till São Paulo och Paraná)
- R. a. nobilis (Brodkorb, 1939) – förekommer i östra Paraguay, öster om Río Paraguay.
- R. a. albescens (Arribálzaga & Holmberg, 1878) – förekommer på stäppen i Argentina och söderut till Río Negro
- R. a. intermedia (Rotschild & Chubb, 1914) – förekommer i allra sydöstligaste Brasilien (i Rio Grande do Sul) och i Uruguay.

## Ekologi
Större nandu lever i biotoper med gräs, på savann, buskmarker och även i ökenområden. Under häckningstiden som sträcker sig från augusti till januari för de sydliga populationerna, och mellan april och augusti för de nordliga populationerna, befinner de sig i närheten av vatten.

## Större nandu och människan
Större nandu föds upp, främst för köttproduktion, men även för ägg, skinn och fjädrar. Bland annat är det populärt att göra dammvippor av deras fjädrar. Eftersom de hålls halvvilda i större inhägnader utomhus förekommer det att de rymmer och en nandu, som kallades Mona, levde vilt i fyra år i de värmländska skogarna. Den 1 juni 2013 fångades hon in av en bonde i Molkom.
I norra Tyskland har på senare tid etablerats en fast population nanduer. Det är resultatet av att tre par augusti 2000 rymde ur en inhägnad i Groß Grönau (söder om Lübeck) i Schleswig-Holstein. Fåglarna överlevde vintern och lyckades föröka sig i ett område som var tillräckligt likt deras naturliga sydamerikanska habitat. Så småningom tog gruppen sig över floden Wakenitz och in i Nordwestmecklenburg, där de etablerade sig i området kring – särskilt norr om – byn Thandorf. En undersökning som genomfördes hösten 2012 gav vid handen att populationen hade vuxit till över 100 individer. Djuren livnär sig bland annat på de lokala rapsfältens fett- och proteinrika blad. De lokala jordbrukarna är inte helt förtjusta över inkräktarna på fälten, men det tycks som om fåglarna endast äter vissa blad per planta (vilket inte äventyrar plantans överlevnad). För närvarande (2013) räknas den av tyska naturvårdsmyndigheter inte som lika skadlig för den lokala faunan som exempelvis tvättbjörn eller mårdhund, två andra introducerade arter.

## Status och hot
Större nandu har ett stort utbredningsområde, men minskar i antal, så pass att internationella naturvårdsunionen IUCN kategoriserar den som nära hotad.

## Namn
På svenska har fågeln även kallats enbart nandu eller amerikansk struts.

## Bildgalleri

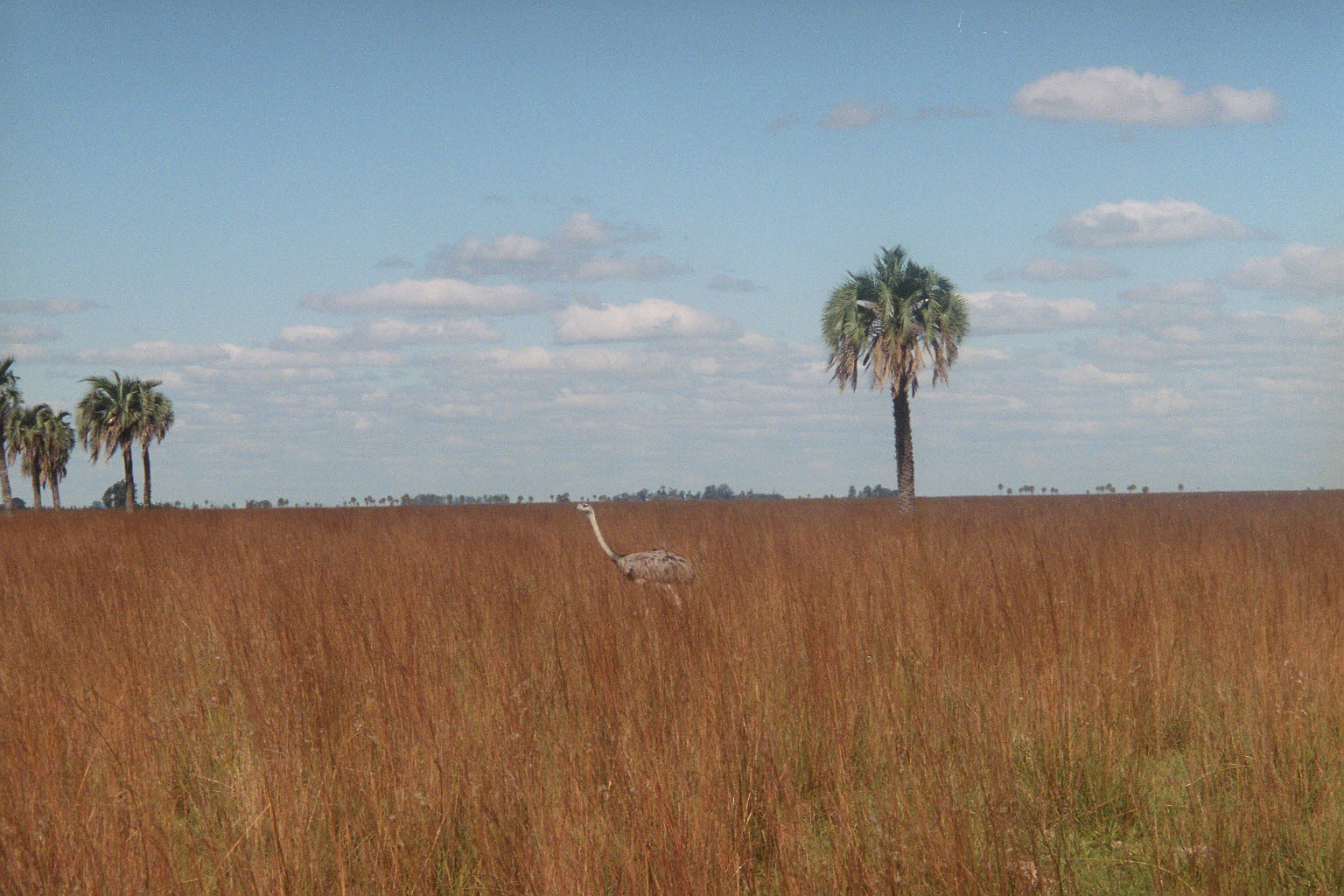
Nandu, förmodligen R. a. albescens, i sitt naturliga habitat.
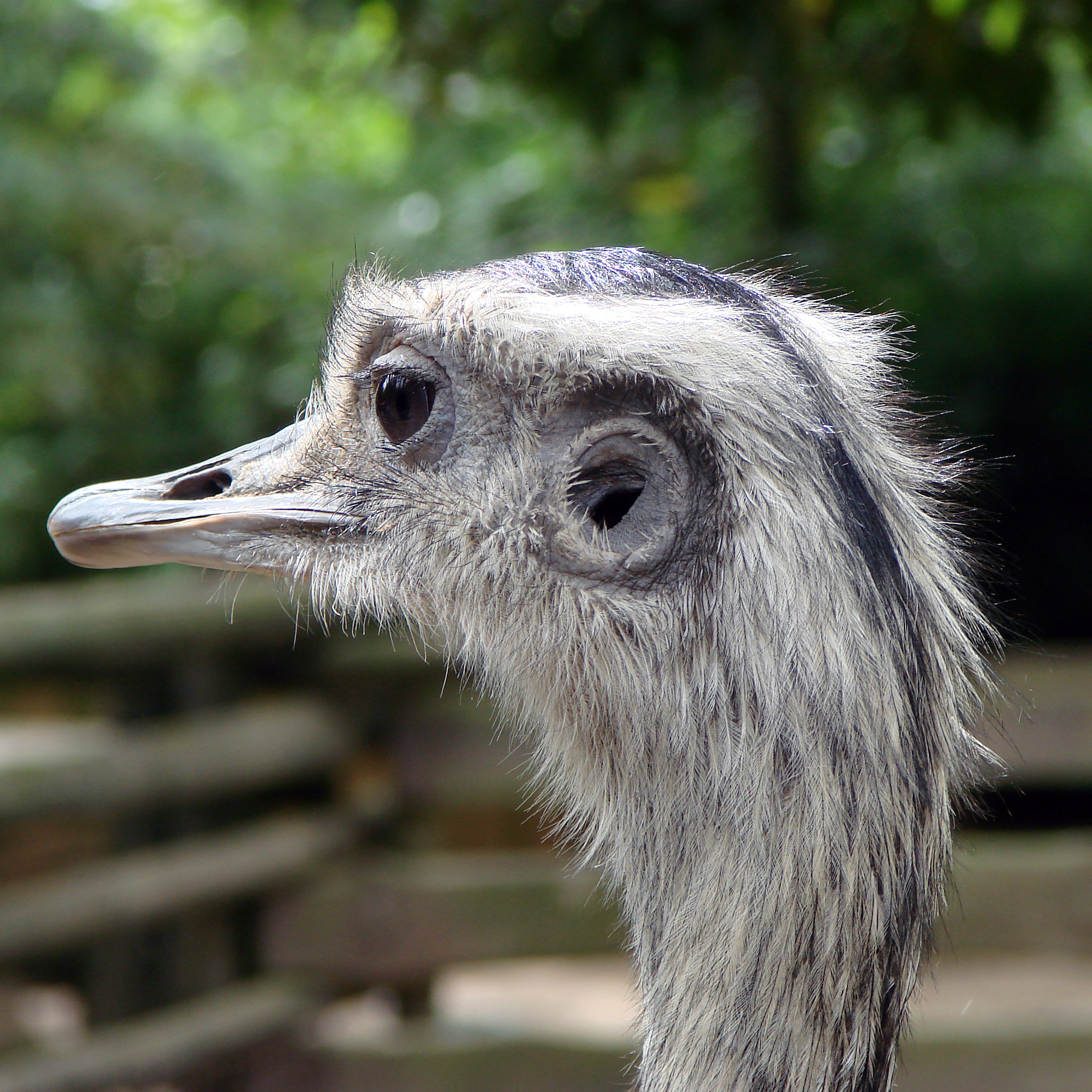
Nandu i profil.
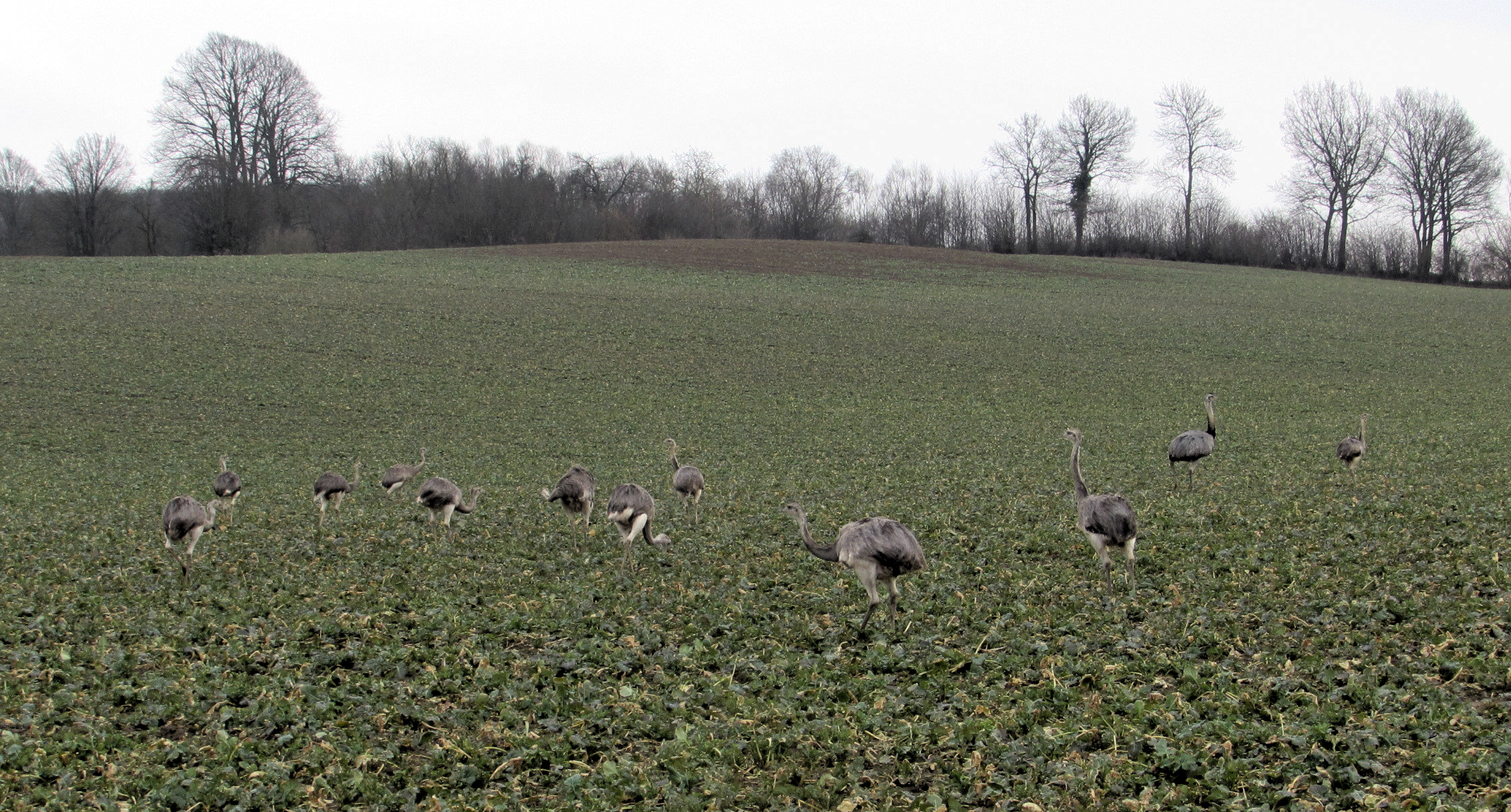
En grupp nanduer på ett fält i Nordwestmecklenburg.
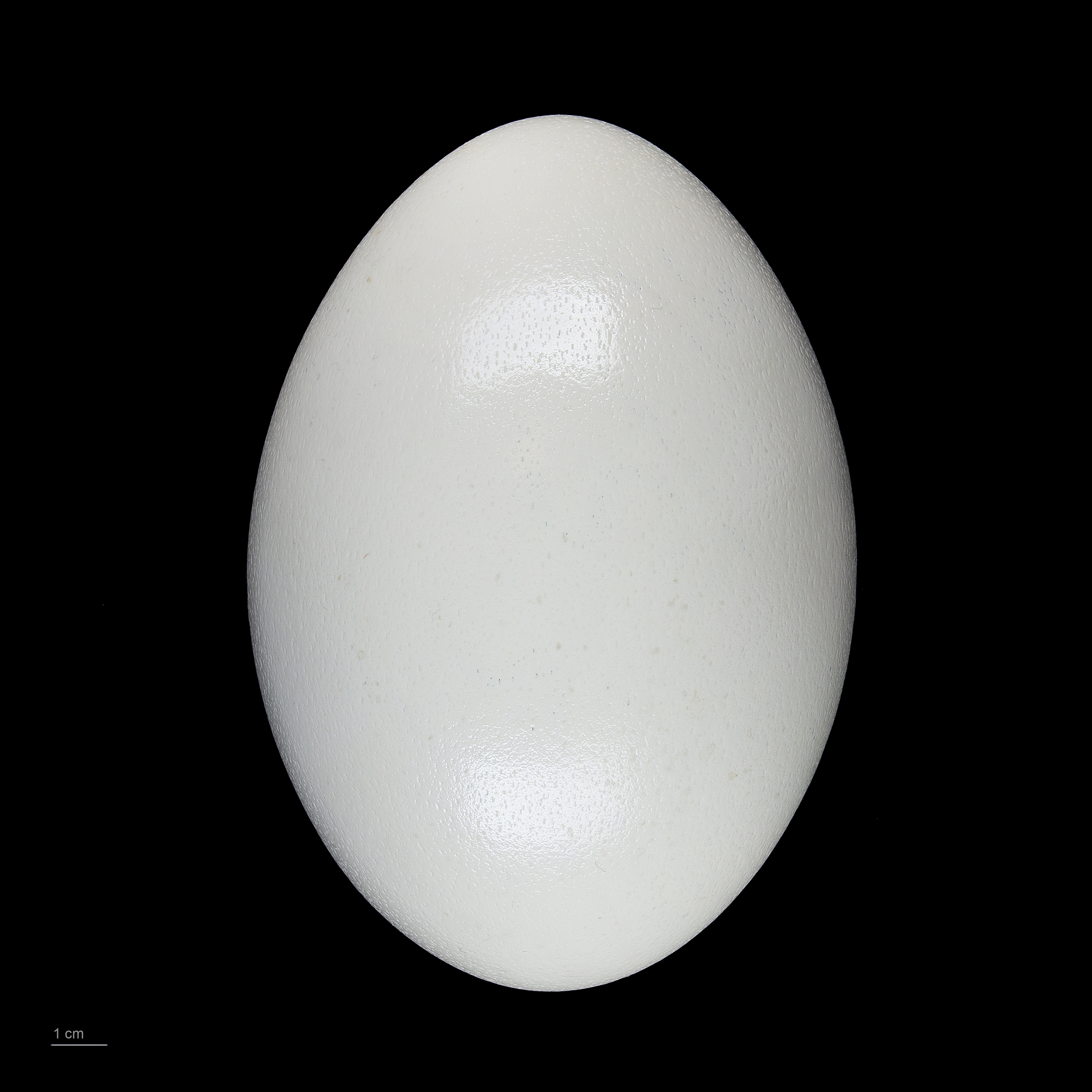
Ägg från en större nandu.